# Začarana (1945.)
Začarana je američki triler iz 1945. redatelja Alfreda Hitchcocka. 
Mlada psihologinja Constance Petersen (Ingrid Bergman) pokušava vratiti sjećanje i pomoći Johnu Ballantineu (Gregory Peck), koji ima amneziju uzrokovanu traumom iz djetinjstva, a osuđen je za ubojstvo koje nije počinio. U filmu glume: Ingrid Bergman, Gregory Peck, Mihail Čehov (nećak Antona Čehova), Leo G. Carroll dr. To je adaptacija romana "Kuća dr. Edwardesa" autora Angus MacPhail i Bena Hechta iz 1927. Priču su pripremili za film Hilary Saint George Saunders i John Palmer (pod pseudonimom "Francis Beeding").
U filmu se koristi tada jako popularna psihoanaliza te sadrži scenu sna, koju je dizajnirao Salvador Dali. Prava scena sna ukinuta je iz filma, jer se smatrala prepotresna za gotov film.
Problem snimanja dva inovativna „subjektivna kadra“, Hitchcock je riješio konstruiranjem velike drvene ruke (za koju će se kasnije ispostaviti, da pripada liku kroz čije oči „gleda“ kamera) te uvećanih predmeta, koje ta ruka drži: ogromne čaše mlijeka i velikog drvenog pištolja. Kao dodatnu, dotad neviđenu novost, Hitchcock je scenu završnog vatrenog obračuna na nekim crno-bijelim kopijama filma, ručno obojio u crveno.

## Radnja
U mentalnoj bolnici Green Manors u Vermontu u SAD-u, direktor dr. Murchison poslan je u mirovinu, a zamijenio ga je puno mlađi dr. Anthony Edwardes. Dr. Constance Petersen, psihoanalitičarka u bolnici shvatila je, da nešto nije u redu s dr. Edwardesom i otkriva, da to nije pravi dr. Edwardes. John Ballantine, koji je glumio da je dr. Edwardes priznaje dr. Petersen, da je preuzeo lažni identitet, nakon što je pravi dr. Edwardes ubijen. Ballantine pati od amnezije uzrokovane traumom iz djetinjstva i u bijegu je, jer je osuđen za ubojstvo dr. Edwardesa, za što misli, da ga nije počinio...
Film je dobio Oscara za najbolju originalnu glazbu 1945., a bio je nominiran u još pet kategorija.

## Glavne uloge
- Ingrid Bergman - Dr. Constance Petersen
- Gregory Peck - John Ballantine/Dr. Anthony Edwardes
- Mihail Čehov - Dr. Alexander Brulov
- Leo G. Carroll - Dr. Murchison